# Wityny
Wityny (deutsch Wittinnen) ist ein Ort in der polnischen Woiwodschaft Ermland-Masuren und gehört zur Gmina Ełk (Landgemeinde Lyck) im Powiat Ełcki (Kreis Lyck).

## Geographische Lage
Wityny liegt am Südufer des Wittinner Sees (polnisch Jezioro Wityny, auch Jezioro Jachimowo) im Osten der Woiwodschaft Ermland-Masuren, drei Kilometer nördlich der Kreisstadt Ełk (Lyck).

## Geschichte
Bereits vor 1532 wurde die spätere Domäne Wittinnen (vor 1785: Untinien) gegründet. Im Jahre 1874 wurde der Ort in den neu errichteten Amtsbezirk Schedlisken (polnisch Siedliska) eingegliedert, der – 1938 in „Amtsbezirk Sonnau“ umbenannt – bis 1945 bestand und zum Kreis Lyck im Regierungsbezirk Gumbinnen (ab 1905: Regierungsbezirk Allenstein) in der preußischen Provinz Ostpreußen gehörte. Im Jahre 1905 zählte Wittinnen 88 Einwohner.
Aufgrund der Bestimmungen des Versailler Vertrags stimmte die Bevölkerung im Abstimmungsgebiet Allenstein, zu dem Wittinnen gehörte, am 11. Juli 1920 über die weitere staatliche Zugehörigkeit zu Ostpreußen (und damit zu Deutschland) oder den Anschluss an Polen ab. In Wittinnen stimmten 40 Einwohner für den Verbleib bei Ostpreußen, auf Polen entfielen keine Stimmen.
Am 1. November 1928 gab der Gutsbezirk Wittinnen seine Eigenständigkeit auf und schloss sich mit den Nachbarorten Oratzen, Szameyten und Milchbude zur neuen Landgemeinde Wittenwalde (polnisch Oracze) zusammen.
In Kriegsfolge kam der Ort 1945 mit dem gesamten südlichen Ostpreußen zu Polen, wurde wieder verselbständigt und erhielt die polnische Namensform „Wityny“. Heute ist der Ort in das Schulzenamt (polnisch Sołectwo) Oracze einbezogen und damit eine Ortschaft im Verbund der Gmina Ełk (Landgemeinde Lyck) im Powiat Ełcki (Kreis Lyck), vor 1998 der Woiwodschaft Suwałki, seitdem der Woiwodschaft Ermland-Masuren zugehörig.

## Kirche
Bis 1945 war Wittinnen in die Evangelische Pfarrkirche Lyck in der Kirchenprovinz Ostpreußen der Kirche der Altpreußischen Union sowie in die katholische St.-Adalbert-Kirche in Lyck im Bistum Ermland eingepfarrt.
Heute gehört Wityny zur katholischen Pfarrei Straduny im Bistum Ełk der Römisch-katholischen Kirche in Polen. Die evangelischen Einwohner halten sich zur Kirchengemeinde in Ełk, einer Filialgemeinde der Pfarrei in Pisz (deutsch Johannisburg) in der Diözese Masuren der Evangelisch-Augsburgischen Kirche in Polen.

## Verkehr
Wityny liegt östlich der polnischen Landesstraße 65 (einstige deutsche Reichsstraße 132) und ist über eine Stichstraße zu erreichen. Eine Bahnanbindung besteht nicht.